# كفر حزير
كفر حزير هي قرية لبنانية من قرى قضاء الكورة في محافظة الشمال.